# Сербско-Венгерская Республика Баранья-Байя
Сербско-Венгерская Республика Баранья-Байя (серб. Српско-мађарска република Барања-Баја, венг. Baranya-Bajai Szerb-Magyar Köztársaság) — государство, провозглашённое в городе Печ 15 августа 1921 года на оккупированной после Первой мировой войны части территории Венгрии. Название государства происходит от названия исторической области Баранья.

## История
После военного поражения Австро-Венгрии в октябре 1918 года территория Бараньи перешла под контроль сербской армии и управлялась администрацией из Нови-Сада. После разгрома Венгерской советской республики летом 1919 года в Печ, где мэром был избран бывший министр обороны правительства Михая Каройи и военный комиссар ВСР Бела Линдер, эмигрировали многие коммунистические диссиденты из Будапешта, спасаясь от «белого террора» адмирала Хорти. В мае 1921 года они провели здесь первый съезд Социалистической партии Печа.
По итогам Парижской мирной конференции Баранья отошла к Венгрии, и это решение было встречено всеобщими забастовками и массовыми демонстрациями против присоединения. В итоге 14 августа на Великом народном собрании в присутствии 15-20 тысяч человек художник Петар Добрович предложил создать независимую республику, которая будет включать в себя область Баранья и некоторые близлежащие территории. Решение было принято и Петар Добрович стал президентом новой республики. Её руководство было социалистическим, но строй декларировался не диктатурой пролетариата, а широкой демократией; в республику намеревались пригласить Михая Каройи, республику поддержала как коммунистическая, так и либеральная эмиграция (например, Оскар Яси).
Но властям республики так и не удалось добиться международного признания. Линдер и Добрович вели переговоры с премьер-министром Королевства сербов, хорватов и словенцев Николой Пашичем, но безуспешно — в самом КСХС преследовались левые, и симпатии к социалистической республике югославское руководство не испытывало. Сразу после ухода сербской армии на её территорию вошла венгерская армия, и республика перестала существовать через 8 дней после своего провозглашения.

## Население
Большинство населения республики составляли венгры и сербы; присутствовали также хорваты, буневцы, шокцы, цыгане, дунайские швабы, словаки, румыны.